# 伊恰河 (塔拉河支流)
伊恰河是俄羅斯的河流，屬於塔拉河的右支流，由新西伯利亞州負責管轄，河道全長80公里，流域面積1,700平方公里，發源自瓦休甘沼澤，河水主要來自融雪，每年十一月至翌年四月結冰。